# Hr.Ms. Jacob van Heemskerck (1939)
Hr.Ms. Jacob van Heemskerck – holenderski lekki krążownik przeciwlotniczy z okresu II wojny światowej, zmodyfikowany okręt typu Tromp, w służbie w latach 1940–1951.

## Historia powstania
„Jacob van Heemskerck” był zamówiony i budowany jako drugi lekki krążownik typu Tromp, zarazem piąty krążownik międzywojennej holenderskiej floty. Główną przyczyną rozwijania przez Holandię klasy krążowników była potrzeba ochrony rozległych kolonii w Indiach Holenderskich (obecnej Indonezji), wobec ekspansywnej polityki Japonii. Okręty typu Tromp były projektowane jako małe krążowniki lekkie, o względnie dużej szybkości, artylerii typowej dla krążowników, chociaż mało liczebnej (6 dział 150 mm) i jedynie lekkim opancerzeniu, przeznaczone w pierwszym rzędzie do zwalczania japońskich wielkich niszczycieli, jako przewodniki flotylli własnych niszczycieli.
Pierwszy okręt, „Tromp”, został ukończony zgodnie z projektem i wszedł do służby w 1938. Drugi bliźniaczy krążownik „Jacob van Heemskerck” nie został jednak ukończony przed atakiem Niemiec na Holandię, po czym został ewakuowany do Anglii i tam, z powodu braku elementów do nietypowego systemu kierowania ogniem dział 150 mm, został ukończony z odmiennym zestawem uzbrojenia jako krążownik przeciwlotniczy, różniąc się zasadniczo od pierwotnego projektu i nominalnie bliźniaczego „Trompa”. W efekcie powstał dość udany okręt obrony przeciwlotniczej, średnich rozmiarów. Był jednak mniejszy od innych krążowników przeciwlotniczych i miał od nich słabszy pancerz.

## Opis
Główne uzbrojenie „Jacoba van Heemskerck” stanowiło 10 brytyjskich dział uniwersalnych 102 mm Mk. XVI* na typowych dwudziałowych podstawach Mk.XIX osłoniętych lekkimi maskami przeciwodłamkowymi (przypominającymi otwarte od tyłu wieże). Dwa stanowiska umieszczono w dwóch poziomach na dziobie, a jedno na rufie, w miejscach wież dział 150 mm, ponadto dwa stanowiska umieszczono obok siebie na śródokręciu, na obu burtach (w miejscach pierwotnie przewidzianych na wyrzutnie torpedowe, lecz o jeden pokład wyżej). Zmianie uległo też lekkie uzbrojenie przeciwlotnicze, zrezygnowano z wyrzutni torped i wodnosamolotu. Zmieniła się nieco architektura okrętu i nadbudówki dziobowej (miejsce uskoku burt uległo przesunięciu w kierunku rufy, na ok. 2/3 długości okrętu). Na próbach osiągnął moc maksymalną siłowni 60.000 KM i znaczną prędkość 34,5 w.

## Służba
Położenie stępki miało miejsce 31 października 1938 w stoczni Nederlandsche Sheepsbouw Maatschappij w Amsterdamie, wodowanie 16 września 1939. „Jacob van Heemskerck” był trzecim okrętem o tej nazwie po XIX-wiecznym szkunerze i pancerniku przybrzeżnym z 1906, którego nazwę w związku z budową krążownika zmieniono na „Ijmuiden". W związku z wybuchem II wojny światowej prace nad okrętem przyspieszono, lecz nie został on wykończony ani wyposażony w system kierowania ogniem artylerii przed atakiem Niemiec na Holandię. 10 maja 1940 pospiesznie wcielono nieukończony okręt do służby, a 11 maja ewakuowano o własnych siłach do Wielkiej Brytanii, wraz z krążownikiem  „Sumatra”. Jego zdolne do akcji uzbrojenie składało się wówczas jedynie z 6 działek 20 mm Hispano-Suiza. Wciąż nie w pełni uzbrojony, brał w czerwcu udział w konwoju osłaniającym „Sumatrę”, transportującą do Kanady członków holenderskiej rodziny królewskiej – księżniczkę Julianę z córkami. Po powrocie do Anglii, od lipca do października 1940, przechodził prace wykończeniowe w stoczni w Portsmouth, po których stał się krążownikiem przeciwlotniczym.
17 lutego 1941 „Jacob van Heemskerck” został ukończony i wszedł na nowo do służby, otrzymując także nowy radarowy system kierowania ogniem. Okręt brał następnie udział w eskortowaniu konwojów na Atlantyku i wodach wokół Wielkiej Brytanii. Do grudnia 1941 bazował w Belfaście, pełniąc służbę konwojową. Po przystąpieniu Japonii do wojny „Jakob van Heemskerck” został 12 stycznia 1942 skierowany do Azji południowo-wschodniej, w celu dołączenia do znajdujących się już tam holenderskich okrętów, stanowiących trzon sił ABDA, broniących Holenderskich Indii Wschodnich. Zanim tam dotarł, Japończycy rozgromili siły alianckie i zajęli ten obszar, więc w marcu 1942 okręt dołączył do składu brytyjskiej Floty Wschodniej na Cejlonie, zaliczony do sił Force B (wraz z niszczycielem „Isaac Sweers”). Wraz z głównymi siłami floty, „Jacob van Heemskerck" uniknął japońskiego ataku na Cejlon i brał udział w kilkudniowych bezskutecznych poszukiwaniach wroga 5-7 kwietnia 1942. 9 kwietnia wszedł w skład Force A, a następnie został przebazowany do ochrony żeglugi w zachodniej części Oceanu Indyjskiego. We wrześniu wspierał desant aliancki na Madagaskarze, a w październiku wszedł w skład amerykańskiej 7 floty, po czym głównie eskortował konwoje na Oceanie Indyjskim i wodach Australii. 28 listopada 1942 razem z australijskim krążownikiem HMAS „Adelaide” przechwycił niemiecki łamacz blokady „Ramses” (7983 BRT), który uległ następnie samozatopieniu. W lutym 1943 uczestniczył (razem z „Trompem") w osłonie dużej operacji konwojowej Pamphlet, polegającej na transporcie australijskiej 9 Dywizji Piechoty do Sydney. Podczas remontu w marcu-kwietniu 1943 w Sydney zmodernizowano wyposażenie radarowe krążownika.
W grudniu 1943 „Jacob van Heemskerck” został przeniesiony na Morze Śródziemne, gdzie służył w osłonie konwojów do czerwca 1944, bazując w Gibraltarze. 20 kwietnia 1944 uczestniczył w odpieraniu ataków lotnictwa i okrętów podwodnych na konwój UGS-38, szczęśliwie unikając trafienia torpedami. Od czerwca 1944 do lipca 1945 był remontowany w Anglii i już nie uczestniczył w działaniach bojowych. Po wojnie powrócił do Holandii, będąc pierwszym holenderskim okrętem, który 26 lipca 1945 wszedł do holenderskiego portu (w Amsterdamie).
We wrześniu 1945 został skierowany (z niszczycielem „Van Galen”) do Holenderskich Indii Wschodnich, gdzie trwało powstanie wyzwoleńcze przeciw władzy holenderskiej. Na wodach Indonezji pełnił służbę do 22 lipca 1946, kiedy wyruszył w drogę powrotną do Holandii. Od 24 czerwca 1947 służył jako szkolny okręt artyleryjski. Między 2 stycznia a 4 maja 1950 odwiedził z lotniskowcem „Karel Doorman” (z księciem Bernardem na pokładzie) i fregatą „Johan Maurits van Nassau” Antyle i Amerykę Południową. W listopadzie 1950 z niszczycielem „Tjerk Hiddes” i szkolnym okrętem artyleryjskim „Marnix” (dawny ORP „Garland”) zawiózł królową Wilhelminę do Wielkiej Brytanii. Już 12 marca 1951 został jednak wycofany z aktywnej służby, po czym do 1957 służył jako hulk koszarowy we Vlissingen, od października 1954 pozbawiony napędu. Od września 1957 służył jako hulk w Schiedam, a od listopada 1959 jako siedziba dowódcy Floty Rezerwowej i od 1963 ponownie służył jako hulk we Vlissingen. Wycofany ze służby 20 listopada 1969, został skreślony z listy floty 27 lutego 1970 i następnie 23 czerwca 1970 sprzedany na złom, a w lipcu odsprzedany na złom do Hiszpanii.
Podczas wojny nosił znak taktyczny: D20, po wojnie: KL1 (1946), KV-1 (1947), C803 (1950), A879 (1955).

## Dane techniczne
- zapas paliwa: 860 t.
- liczba przedziałów wodoszczelnych kadłuba: 17

### Uzbrojenie
- 1940:
  - 10 dział uniwersalnych 102 mm QF Mk XVI* na dwudziałowych podstawach Mk XIX (z maskami przeciwodłamkowymi) (5xII).
    - Długość lufy L/45 (45 kalibrów), kąt podniesienia do 80°, donośność maksymalna 19 470 m, masa pocisku 15,88 kg.

  - 4 automatyczne działka przeciwlotnicze 40 mm Vickers Mk VIII (Pom-pom), poczwórnie sprzężone (1xIV)
  - 6 działek przeciwlotniczych 20 mm (pojedynczych)
  - 2 zrzutnie bomb głębinowych
- 1945:
  - 10 dział uniwersalnych 102 mm QF Mk XVI* (5xII)
  - 4 automatyczne działka przeciwlotnicze 40 mm Bofors Mk V (2xII) kierowane radarem Typ 282
  - 6 działek przeciwlotniczych 20 mm Oerlikon (3xII)

### Wyposażenie
- radar kierowania ogniem artylerii: Typ 271 (od 1941), Typ 285 (od 1943)
- radar wykrywania celów powietrznych: Typ 279 (od 1941), Typ 281 (od 1943), Typ 293 i 277 (od 1945)
- hydrolokator Asdic

### Opancerzenie
- pas burtowy: 16 mm
- wewnętrzny pokład pancerny: 25 mm
- wieże dział artylerii głównej: 15–25 mm
- komory amunicyjne: 16–25 mm
- masa opancerzenia – 450 t